# Discografia de Regis Danese
A discografia de Regis Danese compreende 13 álbuns, sendo três ao vivo, uma coletânea e dois DVDs intérprete da música gospel no Brasil. Em sua carreira musical, recebeu seis certificações da Associação Brasileira de Produtores de Disco (ABPD). Segue em baixo sua discografia e certificados. 

## Discografia
Álbuns de áudio
| Ano  | Álbum                                                                                         | Vendas        | Certificação     |
| ---- | --------------------------------------------------------------------------------------------- | ------------- | ---------------- |
| 2004 | O Meu Deus é Forte - Lançamento: 2004 - Formatos: CD - Gravadora: Line Records                |               |                  |
| 2006 | O Melhor que eu Tenho - Lançamento: Novembro de 2006 - Formatos: CD - Gravadora: Line Records |               |                  |
| 2008 | Compromisso - Lançamento: 2008 - Formatos: CD - Gravadora: Line Records                       | - : 1.000.000 | - ABPD: Diamante |
| 2010 | Família - Lançamento: Outubro de 2010 - Formatos: CD - Gravadora: Line Records                | - : 150.000   | - ABPD: Platina  |
| 2011 | Tudo Novo - Lançamento: Dezembro de 2011 - Formatos: CD - Gravadora: MK Music                 | - : 150.000   | - ABPD: Platina  |
| 2013 | A Glória é do Senhor - Lançamento: 17 de Julho de 2013 - Formatos: CD - Gravadora: MK Music   | - : 45.000    |                  |
| 2014 | Profetizo - Lançamento: 1 de Dezembro de 2014 - Formatos: CD - Gravadora: MK Music            | - : 35.000    |                  |

Vídeo
| Ano  | Álbum | Vendas      | Certificação    |
| ---- | --- | ----------- | --------------- |
| 2009 | Faz um Milagre em Mim - Ao Vivo - Lançamento: 11 de Setembro de 2009 - Formatos: CD - Gravadora: Line Records | - : 200.000 | - ABPD: Platina |
| 2017 | 10 Anos - Lançamento: 17 de Março de 2017 - Formatos: CD - Gravadora: Som Livre                               | - : 7.000   |                 |

Coletâneas
| Ano  | Álbum                                                                                      | Vendas      | Certificação    |
| ---- | ------------------------------------------------------------------------------------------ | ----------- | --------------- |
| 2010 | O Melhor de Regis Danese - Lançamento: Março de 2009 - Formatos: CD - Gravadora: Som Livre | - : 150.000 | - ABPD: Platina |

Videografia
| Ano  | Álbum | Vendas      | Certificação |
| ---- | --- | ----------- | ------------ |
| 2009 | Faz um Milagre em Mim - Ao Vivo - Lançamento: 11 de Setembro de 2009 - Formatos: CD - Gravadora: Line Records | - : 100.000 | - ABPD: Ouro |
| 2017 | 10 Anos - Lançamento: 17 de Março de 2017 - Formatos: CD - Gravadora: Som Livre                               | - : 6.000   |              |